# Castello di Regnano
Il castello di Regnano era un castello medievale che si trovava a Regnano, frazione di Casola in Lunigiana.

## Storia
La prima menzione del castello risale al'XI secolo: era al centro di un ampio feudo donato dal vescovo di Luni Guido II al longobardo Guiterno. Questi nel suo testamento del 16 febbraio 1066 descrive il feudo dove era presente un castello composto di turre et muris et casis et omnibus edificiis et laboribus atcque fossatis et monte et podio et ripis. Nel XII secolo era tornato di proprietà dei vescovi di Luni, poiché l'imperatore Federico I Barbarossa nel 1185 confermava alla diocesi il possesso del castello e delle sue pertinenze. I vescovi ne perdono di nuovo la proprietà se Enrico da Fucecchio nella seconda metà del XIII secolo lo dovette riacquistare dai Nobili di Gragnano.
Durante gli anni delle guerre tra Malaspina e lucchesi per questa zona della Lunigiana castello e feudo passarono prima ai lucchesi per poi essere riconquistati da Spinetta Malaspina ed entrare a far parte del marchesato di Veruccola, seguendone i destini, compreso l'ingresso nel XV secolo nella Repubblica fiorentina. Nel 1624 il granduca Ferdinando II de' Medici concesse il feudo al modenese Costanzo Balencini.
Del castello resistono poche tracce: quella maggiormente visibile è il basamento di una grande torre circolare posta nella zona sommitale del colle e dalle dimensioni così ampie da fare ipotizzare un suo utilizzo abitativo come dongione. Non c'è però certezza sul suo periodo di realizzazione e quindi non è detto sia la torre citata nel testamento di Guinterno. In alcune foto degli Anni Venti la torre si intravede con ancora un parziale sviluppo verticale. Nella cartografia Ottocentesca si vede la torre protetta da un baluardo rivolto in direzione della accesso principale di Rignano: oggi non resta traccia.
Vicino alla torre erano presenti la cisterna per l'acqua ed alcune abitazioni; un muro di forma circolare può fare supporre la presenza di una cappella castrense. Nei pressi della torre, sul versante meridionale, c'era la porta d'accesso di cui oggi che resta uno stipite. Lo stato di conservazione è pessimo e la presenza di folta vegetazione impedisce ogni analisi archeologica.